# Lindenstein (Hermeskeil)
Der Lindenstein, zwischen Nonnweiler und Hermeskeil, unweit der Landesgrenze Saarland-Rheinland-Pfalz, an der ehemaligen B 52, jetzt L 149 (SL) / L 151 (RLP), ist ein Gedenkstein, der die Erinnerung an den ermordeten Gerichtsbeamten Anton Linden bewahren soll.

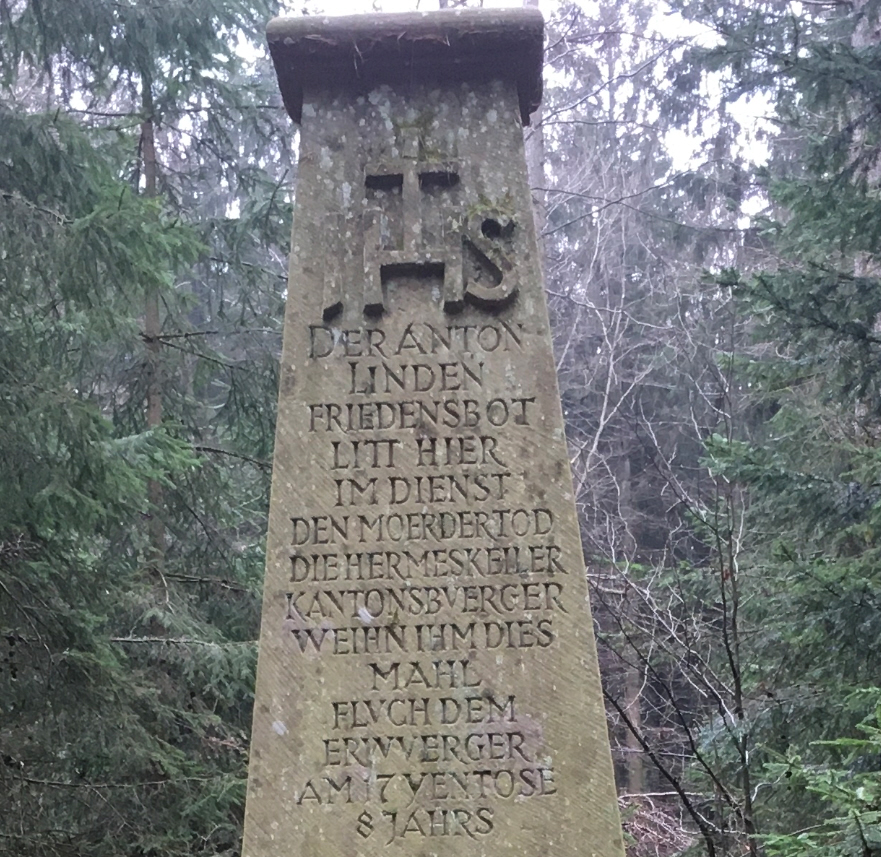
Inschrift des Lindenstein mit historischer Datumsangabe

## Geschichte
Anton Linden (* unbekannt; † 8. März 1800) war ein Gerichtsbeamter des Amtsgerichts Hermeskeil. Da der Tathergang nie geklärt werden konnte, dadurch kein Täter ermittelt werden konnte, wurde der Mord nie aufgeklärt und nicht gesühnt. Linden wurde am 8. März 1800 im Bereich des Gedenksteines, bei der Ausübung seines Dienstes, ermordet. Nach der Überlieferung war er in den umliegenden Ortschaften unterwegs, um bei säumigen Steuerzahlern die Steuer einzutreiben. Unbestätigte Aussagen behaupten, dass der Mord durch den Schinderhannes oder einem seiner Gefolgsleute ausgeführt wurde – dies sind jedoch nur Vermutungen.
Inschrift auf dem Gedenkstein:

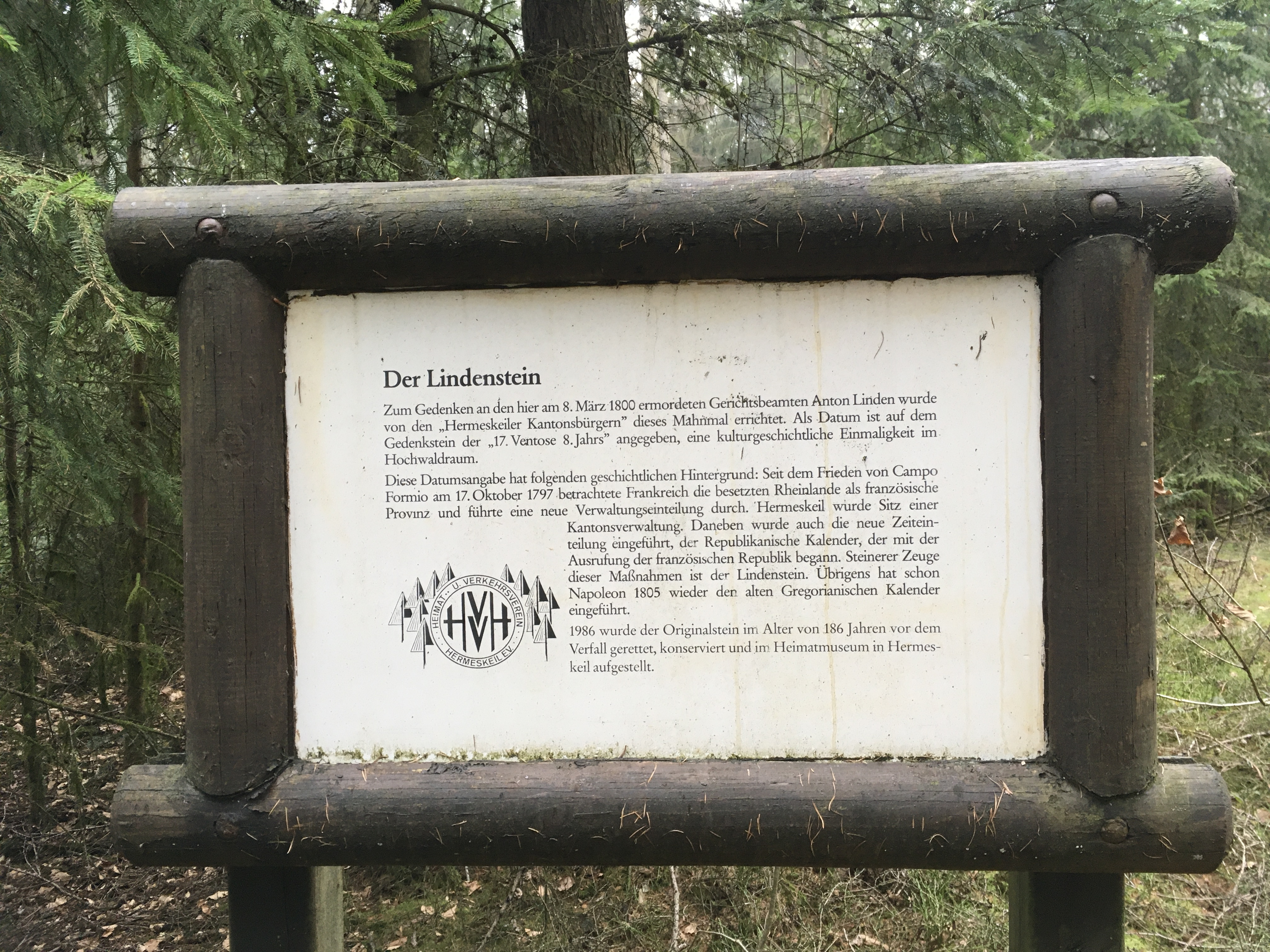
Die ergänzende Hinweistafel zur Geschichte des Lindensteines

„Der Anton Linden Friedensbot, litt hier im Dienst den Moerdertod, die Hermeskeiler Kantonsbürger weih'n ihm dies Mahl: Fluch dem Erwürger. 17. Ventose 8. Jahrs.“

Der Sandstein ist als Vierkant mit sich nach oben verjüngender Spitze ausgeführt. Am Platz steht seit 1986 Jahre eine Kopie. Das Original steht im Heimatmuseum Hermeskeil. Die Datumsangabe 17. Ventose 8. Jahrs ist eine einmalige kulturgeschichtliche Angabe, denn diese hat folgenden geschichtlichen Hintergrund: Nach dem Frieden von Campo Formio, am 18. Oktober 1797, beanspruchte Frankreich die linksrheinischen Rheinlande als französische Provinz. Hermeskeil wurde durch die neue Verwaltungseinteilung Kantonshauptstadt. Zeitgleich wurde der republikanische Kalender, der seit der Ausrufung der ersten Republik Frankreich gültig war, eingeführt.
Der Lindenstein ist ein häufig frequentierter Geocache.

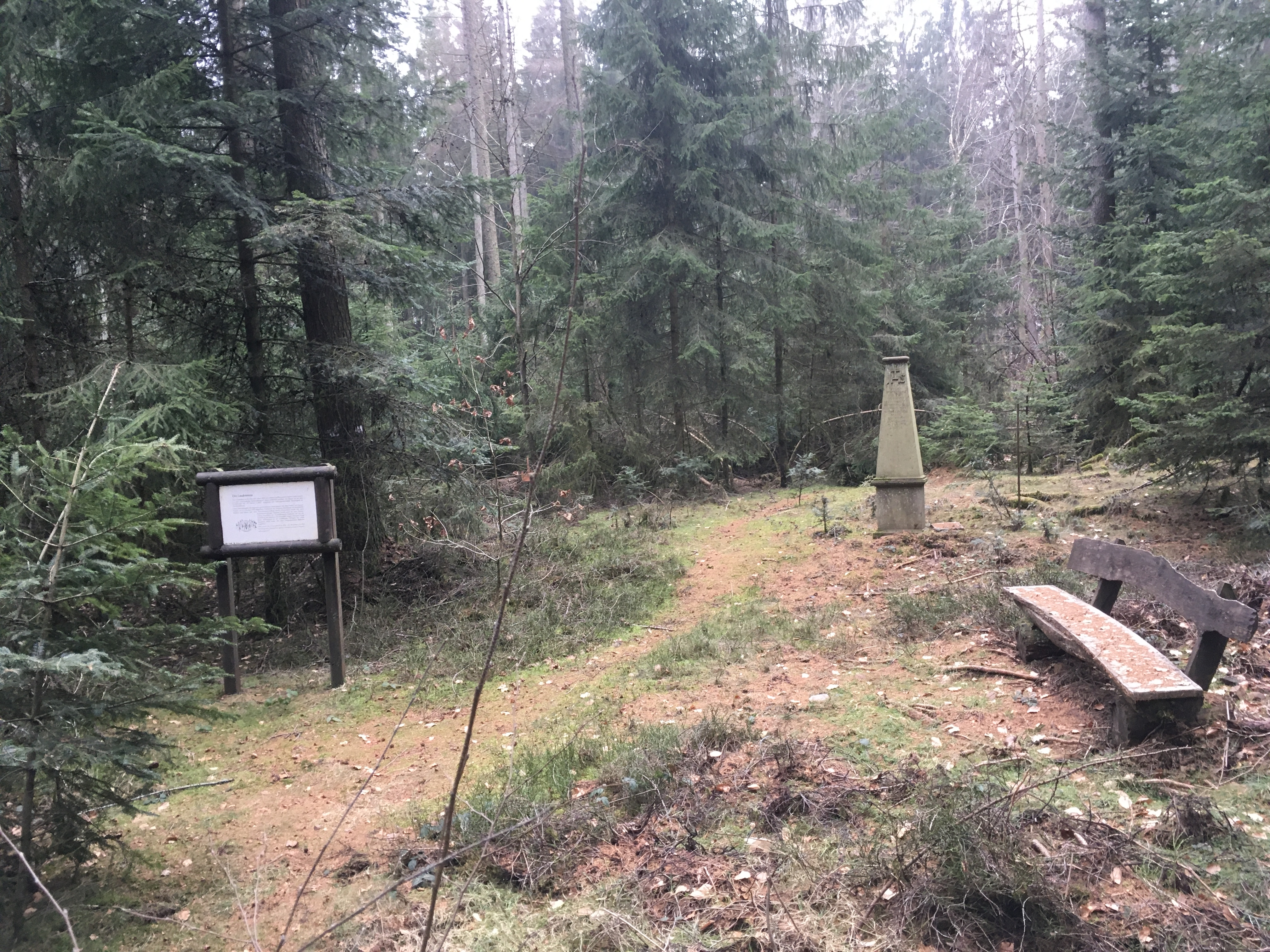
Der Lindenstein im Wald von Hermeskeil, links die Hinweistafel zur Geschichte

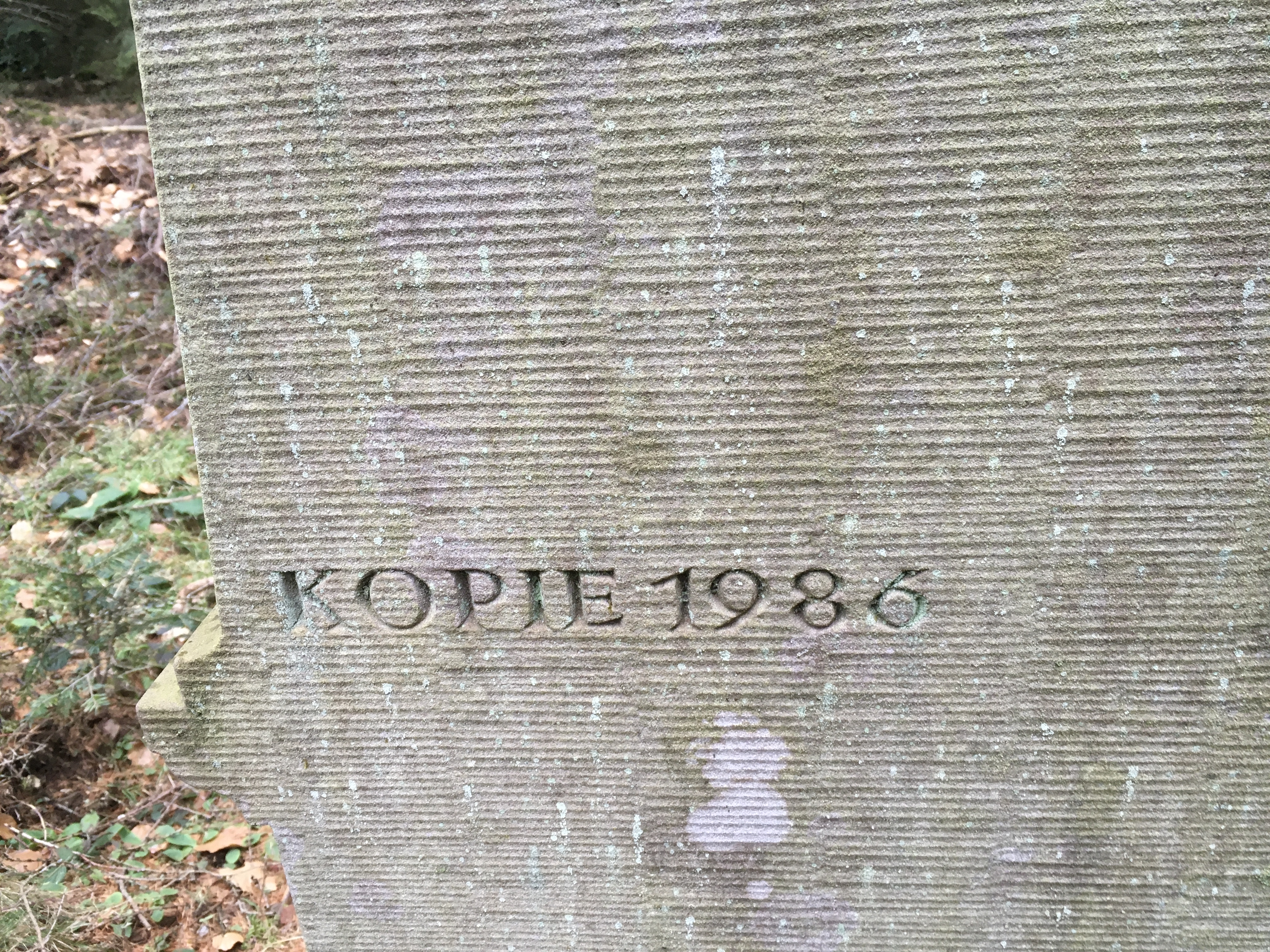
Der Hinweis, dass der jetzige Lindenstein eine Kopie ist. Das Original steht im Hochwaldmuesum Hermeskeil

## Anmerkung
1. ↑  Ventôse vom lat. Ventus, franz. vent übersetzt: Wind, gehörte zu den Wintermonaten und der 3. "Monat" vom 19. Februar bis zum 20. März
2. ↑   Der Revolutionskalender war vom 22. September 1792 bis zum 31. Dezember 1805 gültig